# Michele Boyd
Pour les articles homonymes, voir Boyd.
Michele Catherine Boyd est une actrice, productrice et animatrice américaine. Elle a co-fondé le groupe parodique geek féminin Team Unicorn, et joué le rôle de Riley dans la célèbre série Web The Guild . 

## Enfance et éducation
Boyd est née dans une famille de la marine et a donc passé une grande partie de sa vie à voyager. Elle a vécu aux États-Unis, en Italie et au Japon avant de fréquenter le lycée de San Diego. Elle a été impliquée dans des comédies musicales très tôt au lycée, allant de The King aux Cats. Boyd était une nageuse compétitive depuis l'âge de 6 ans, participant éventuellement aux épreuves de natation et de plongée de la fédération interscolaire de Californie . Boyd a également travaillé en tant qu'instructrice de snowboard et détient une ceinture verte en hapkido . 
Elle a obtenu son baccalauréat en sciences et neurobiologie, physiologie et comportementalisme de l'Université de Californie à Davis et avant de se lancer dans sa carrière d'actrice, elle a étudié le comportement à la Harvard Medical School. 

## Carrière
Après avoir obtenu son baccalauréat, Boyd a été mannequin à New York avant de déménager à Los Angeles et a rapidement décroché des rôles dans les émissions de télévision Sons of Anarchy, The Young and the Restless et How I Met Your Mother . Elle a utilisé son expérience scientifique pour co-animer l'émission Machines of Malice en tant que consultante en neurosciences pour Discovery Channel. Boyd est également une des favorites de l'émission Nickelodeon, invitée dans les émissions iCarly, True Jackson, VP et Big Time Rush . 
En 2009, Boyd est apparue dans 14 épisodes de la série Web populaire The Guild . En 2010, Boyd a co-créé le groupe de filles geek Team Unicorn . Leur premier clip était " G33k & G4m3r Girls " ("Geek and Gamer Girls" en leet speak), une parodie des " California Gurls " de Katy Perry ; il a atteint plus d'un million de vues au cours de sa première semaine. En 2013, Adult Swim a annoncé qu'il produirait un pilote de télévision Team Unicorn. 
Elle a co-organisé la série Game Changers, une émission influencée par Top Gear testant les tropes de jeux vidéo tels que les jet packs, le parkour et le crochetage dans le monde réel. Elle a également modélisé pour la ligne de vêtements pour joueurs J! NX et a été nommée l'une des "10 Hottest Geek Girls" de GeekWeek.com. Boyd a également été référencé dans Diablo III de Blizzard Entertainment comme un personnage de licorne rare nommé "Miss Hell" aux côtés d'autres membres de l'équipe Unicorn. Elle a joué dans Geek Cred, une comédie de bureau se déroulant dans une librairie de bandes dessinées. 
Son long métrage Bar America, réalisé par Matthew Jacobs, a été présenté en première au Festival du film de Santa Catalina en 2014. 
Actuellement Boyd est la co-animatrice de Watching Thrones, une émission de récapitulation et de discussion en direct sur Game of Thrones . Watching Thrones est diffusé sur Screen Junkies, un magazine de films en ligne et une chaîne YouTube avec plus de six millions d'abonnés et plus de 1,6 milliard de vues. 
En 2018, elle fait partie du reboot SWAT avec Shemar Moore. Elle incarne le personnage de Valerie Rocker. 

## Filmographie

### Télévision
| Année     | Titre                           | Rôle                              | Remarques                                                 |
| --------- | ------------------------------- | --------------------------------- | --------------------------------------------------------- |
| 2006      | Histoires inédites des urgences | Katey Wilks                       | Épisode: " Director Down "                                |
| 2007      | Diagnostic X                    | Stéphanie Yates                   | Épisode: " Under Pressure "                               |
| 2008      | Les Feux de l'amour             | Carol                             | Épisode: " # 1,9021 "                                     |
| 2008      | Sons of Anarchy                 | Interne en médecine               | Épisode: " Old Bones "                                    |
| 2008-2009 | Machines de malice              | Elle-même                         | Animateur - 6 épisodes                                    |
| 2009      | Cold Case : Affaires classées   | Hockey Groupie '80                | Épisode - Iced "                                          |
| 2010      | FlashForward                    | Infirmière                        | Épisode - " Revelation Zero: Part 2 "                     |
| 2010      | How I Met Your Mother           | Jolene                            | Épisode - " Robots contre lutteurs "                      |
| 2010      | True Jackson                    | Nicole                            | Épisode - Pris au piège à Paris "                         |
| 2011      | Big Time Rush                   | Annie Winters                     | Épisode - " Big Time Contest "                            |
| 2014      | Mon oncle Charlie               | Infirmière                        |                                                           |
| 2015      | Workaholics                     | la mariée                         |                                                           |
| 2017      | NCIS : Los Angeles              | EMT                               |                                                           |
| 2017      | Le Dernier Seigneur             | Minna Double                      |                                                           |
| 2018      | S.W.A.T                         | Valerie Rocker                    | Récurrente                                                |
| 2019      | The Orville                     | Lieutenant Dorsett                | Épisode: " Il ne reste rien sur Terre sauf des poissons " |
| 2019      | NCIS                            | Premier maître en chef Emily Ross | Épisode: " Silent Service "                               |
| 2019      | Les Feux de l'amour             | Sara                              | Épisode: " # 1.11661" "                                   |

### Films
| Année | Titre                    | Rôle                      |
| ----- | ------------------------ | ------------------------- |
| 2005  | Waiting                  | Jeune femme               |
| 2008  | Incrimination            | Elsa Mitchells            |
| 2008  | The Memo                 | Michele                   |
| 2009  | Slick                    | Elsa Mitchells            |
| 2011  | Cheerleader Massacre 2   | Janice                    |
| 2011  | Last Days of Los Angeles | Lieutenant Jean Hendricks |
| 2011  | 3 Musketeers             | Aramis                    |
| 2011  | Love Begins              | Fille 2                   |
| 2012  | D.N.E: Do Not Erase      | Sophie                    |
| 2013  | Resident Evil: Vengeance | Claire Redfield           |
| 2013  | Bar America              | Emilie                    |
| 2014  | Altergeist               | Taylor Miller             |

### Récompenses et nominations
| Année | Prix                                                          | Catégorie                   | Titre de l'oeuvre                | Résultat |
| ----- | ------------------------------------------------------------- | --------------------------- | -------------------------------- | -------- |
| 2010  | LA Weekly's Best of 2010                                      | Meilleure vidéo en ligne    | Team Unicorn: G33K & G4M3R Girls | Gagné    |
| 2011  | Dragon Con 2011 Film Festival Awards                          | Meilleur clip vidéo         | Team Unicorn: G33K & G4M3R Girls | Nommée   |
| 2012  | Prix de l'Académie internationale de la télévision sur le Web | Meilleure série de variétés | Licorne d'équipe                 | Nommée   |